# Bruno Ducret
Bruno Ducret (* um 1991) ist ein französischer Jazzmusiker (Violoncello, auch Gitarre, Komposition).

## Leben und Wirken
Ducret ist der Sohn der Musiker Marc Ducret und Hélène Labarrière und begann im Alter von sechs Jahren mit der Musik. Nachdem er die Konservatorien von Montreuil-sous-Bois, Nîmes, Montpellier und die ATLA-Schule in Paris durchlaufen hatte, schloss er 2014 sein Studium ab.
Als Cellist und Gitarrist gehörte Ducret zu verschiedenen Bands wie Malboro Bled, Arche, ALE, widmete sich aber auch der traditionellen Musik mit Arcus, dem Rock/Noise mit Adolf Hibou, Glitter Guano Gang und Grand Grand Trio, dem Metal mit Prix Libre und dem Chanson mit Connie & Blyde. Auch arbeitete er als Theatermusiker und mit Tanzformationen.
Daneben trat Ducret mit Louis Sclavis, Juan Rozoff, Matthieu Metzger, Fred Gastard, Stephane Payen, Paul Jarret, Sarah Murcia sowie gemeinsam mit seinen Eltern und D'de Kabal, Jacky Molard und Dominique Pifarély auf. Mit Clément Janinet und Élodie Pasquier bildete er 2019 das Trio La Litanie des Cimes, das zwei Alben vorlegte und 2024 auch mit der Sängerin Mah Damba auftrat.

## Diskographische Hinweise
- Malia Ripples (Echoes of Dreams) (MPS 2018)
- Ouroboros: Porte-moi (Bandcamp 2019, mit Maëlle Desbrosses, Frédéric Gastard, Ambre Vuillermoz, Maxime Rouayroux)
- Marc Ducret: Lady M (Ayler Records 2019, mit Léa Trommenschlager, Rodrigo Ferreira, Sylvain Bardiau, Catherine Delaunay, Régis Huby, Liudas Mockunas, Samuel Blaser, Joachim Florent, Sylvain Darrifourcq)
- Célia Forestier, Komorebi: GO ! (A part la Zic 2021, mit François Forestier, Remy Kaprielan, Vincent Girard)
- Dominique Pifarely: Suite: Anabasis (Jazzdor Series 2021)
- Clément Janinet: La Litanie des Cimes (Gigantonium 2021)
- Louis Sclavis: Les Cadences du Monde (JMS 2022, mit Keyvan Chemirani, Annabelle Luis)[4]
- Marc Ducret: Palm Sweat – Marc Ducret Plays The Music of Tim Berne. (Out of Your Head Records, 2023)[5]
- La Litanie des Cimes: Woodlands (BMC Records 2023)
- L’Arbre Rouge: Invocations (BMC 2023, mit Hugues Mayot, Sophie Bernado, Clément Janinet, Joachim Florent)
- Jean-Jacques Birgé, Bruno Ducret, Olivia Scemama: Fŭtur (GRRR online, 2023)
- Paul Jarret: Acoustic Large Ensemble (Pegazz et l’Helicon, 2024)